# 朱瀚
朱瀚，浙江杭州人，清朝政治人物。进士出身。
道光二十年（1840年），登進士，二十三年（1843年）接替王锡九任青浦县知县一职，1845年由李炳照接任。